# اوک گروو، شهرستان بیوت، کالیفرنیا
اوک گروو (به انگلیسی: Oak Grove) یک منطقهٔ مسکونی در ایالات متحده آمریکا است که در شهرستان بیوت، کالیفرنیا واقع شده‌است. اوک گروو ۳۹ متر بالاتر از سطح دریا واقع شده‌است.